# Perla Suez
Perla Suez (Córdoba, 28 novembre 1947) è una scrittrice argentina.

## Biografia
Nata nel 1947 a Córdoba, si è laureata in lettere moderne all'Università nazionale di Córdoba.
Ha cofondato il Centro de Difusión e Investigación de Literatura Infantil y Juvenil, dirigendolo dal 1983 al 1991 e ha creato e diretto fino al 1995 la rivista Piedra Libre.
Autrice di romanzi, libri per ragazzi, saggi e traduzioni, nel 2020 è stata insignita del Premio Rómulo Gallegos per al romanzo El país del diablo.

## Opere principali

### Romanzi
- Letargo (2000)
- El Arresto (2001)
- Tumba Tumba Tetumba (2001)
- Complot (2004)
- I fiumi della memoria (La Trilogía de Entre Ríos, 2006), Milano, Alacran, 2009 traduzione di E. Rolla e  L. Cojazzi ISBN 978-88-6361-002-4.
- La Pasajera (2008)
- Humo Rojo (2012)
- El país del diablo (2015)

### Libri per ragazzi
- El Vuelo del Barrilete y Otros Cuentos (1985)
- Papá, Mamá ¿Me dan permiso? (1989)
- El viaje de un cuis muy gris (1991)
- Memorias de Vladimir (1991)
- El Cuento del Pajarito (1991)
- Dimitri en la tormenta (1993)
- El Árbol de los Flecos (1995)
- Un golpe de buena suerte (2006)
- El señor de los globos (2006)
- Los tres pajaritos (2007)
- Arciboldo (2009)
- ¡Blum! (2011)
- Un oso (2014)
- Lara y su lobo (2014)
- El huemul (2014)
- Espero (2015)
- Las Flores de Hielo (2015)
- El hombrecito de polvo (2015)
- Uma (2016)

## Premi e riconoscimenti
- Guggenheim Fellowship: 2007[5]
- Premio Sor Juana Inés de la Cruz: 2015 vincitrice con El país del diablo[6]
- Premio Rómulo Gallegos: 2020 vincitrice con El país del diablo